# 99 Luftballons (album)
99 Luftballons – trzeci album zespołu Nena wydany w 1984 roku. Zawiera on 11 przebojów grupy, w tym 4 nagrane w języku angielskim. Był to album wydany w Stanach Zjednoczonych, gdzie odniósł duży sukces.

## Lista utworów
1. 99 red ballons – 3:49 (Carlo Karges/Uwe Fahrenkrog-Petersen, angielskie słowa – Kevin McAlea)
2. ? – 4:24 (Uwe Fahrenkrog-Petersen/Nena)
3. Hangin’ on you – 4:13 (Uwe Fahrenkrog-Petersen/Nena)
4. Just a dream – 3:29 (Uwe Fahrenkrog-Petersen, Nena, Rolf Brendel)
5. Let Me Be Your Pirate – 4:50 (Nena, Rolf Brendel)
6. Kino – 2:40 (Rolf Brendel)
7. Das Land der Elefanten – 3:41 (Uwe Fahrenkrog-Petersen, Nena)
8. Leuchtturm – 3:14 (Uwe Fahrenkrog-Petersen)
9. Rette mich – 3:18 (Carlo Carges)
10. Unerkannt durch’s Märchenland – 3:20 (Jürgen Dehmel/Nena)
11. 99 Luftballons – 3:50 (Carlo Karges/Uwe Fahrenkrog-Petersen)